# Lippisches Stadtrecht

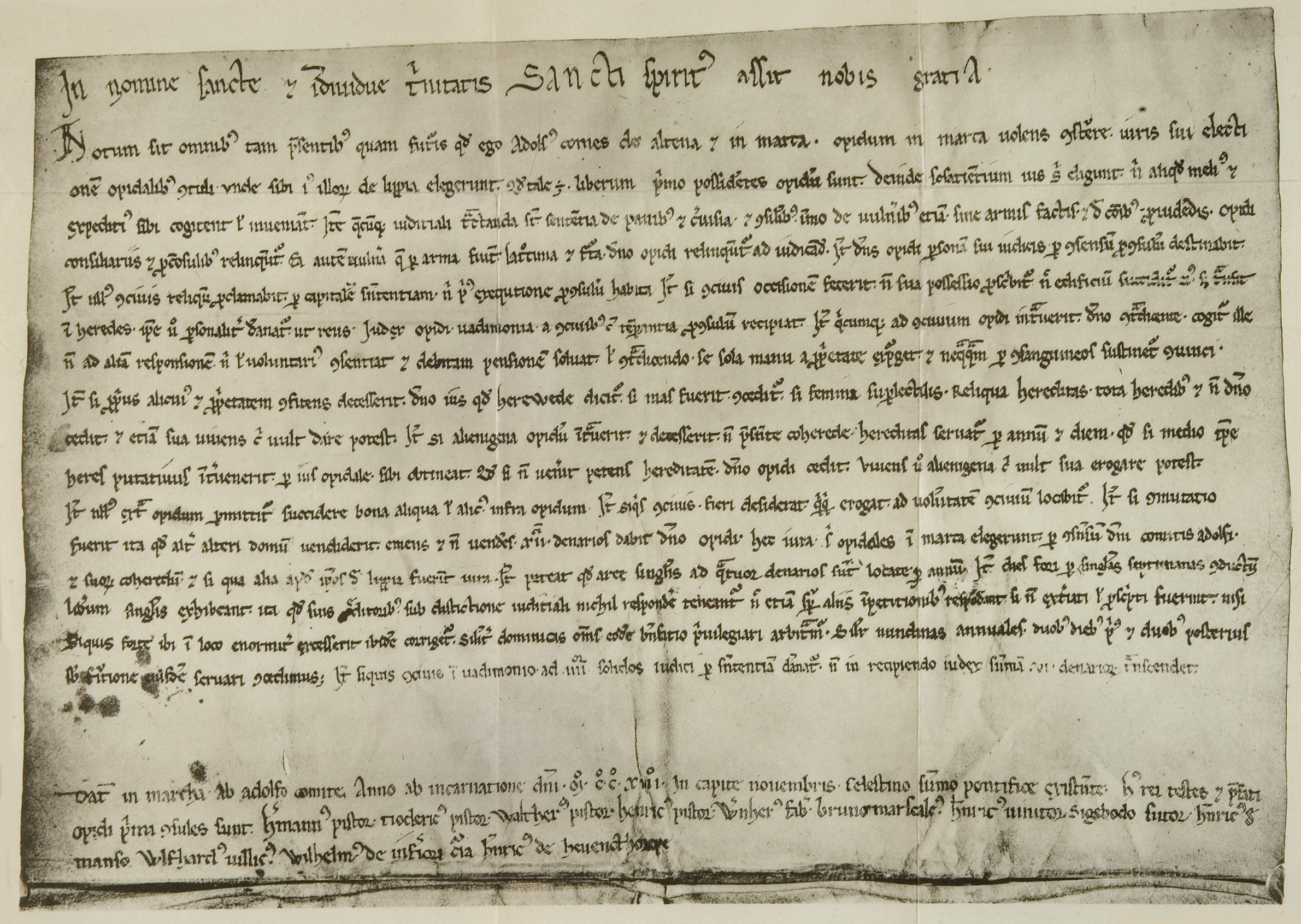
Gründungsprivileg für das „opidum in Marca“, heute Hamm

Als Lippisches Stadtrecht galt ab dem 13. Jahrhundert ein Stadtrecht nach dem Vorbild Lippstadts, Lemgos oder Soests im Land Lippe. Es verbreitete sich vor allem innerhalb der Hansestädte.
Lippstädter Stadtrecht entstand unter dem Einfluss der Rechte und Privilegien Soests. Das Lippstädter Stadtrecht seinerseits wurde für Lemgo (1245), Detmold (1263) und Rheda (1355)  übernommen, außerhalb Lippes z. B. auf Hamm (1225) übertragen, vgl. Hammer Stadtrecht. Das Stadtrecht Lemgos wurde beispielsweise Blomberg verliehen.
Das auf der Schrae verzeichnete Soester Stadtrecht wurde auch für Lübeck übernommen. Aus dem Lübecker Stadtrecht ging die Lübische Stadtrechtsfamilie hervor.